# Goll mac Morna
Goll mac Morna [goL mak 'morna] (goll = „der Einäugige“) ist im Finn-Zyklus der keltischen Mythologie Irlands ein Gegenspieler, aber auch Gefolgsmann Fionn mac Cumhaills.

## Mythologie
In der Schlacht von Caisleán Cnucha (Castleknock, Vorort von Dublin) wird Fionns Vater Cumhall mac Basna von Goll mac Morna im Auftrag von Tadg mac Nuadat enthauptet, wobei er ein Auge einbüßt. Dieser übernimmt nun von Cumhall die Führung der Fianna, und Fionn muss als Kind vor der Sippe Morna versteckt werden.
Herangewachsen, ist Fionn Goll überlegen, und dieser muss ihm auf Befehl des Hochkönigs die Leitung der Fianna abtreten, bewahrt ihm jedoch trotz dieser Umstände die Gefolgschaftstreue. Beim Kampf der Fianna gegen die Hexen von Cesh Corran in Connacht kann Goll durch seine Umsicht Fionn und alle Gefährten aus der Gefangenschaft befreien und die Hexen töten. Zum Dank erhält er Fionns Tochter Keva „mit der weißen Haut“ zur Gemahlin. Als schließlich der alte Zwist wieder aufbricht, wird Goll im Kampf gegen Fionn von einem anderen Krieger der Fianna enthauptet.
Nach einer Überlieferung wird Goll mac Morna mit Aed gleichgesetzt, wobei Aed als der ursprüngliche Name und Goll als Beiname angesehen wird. Diesen Beinamen soll er nach der Schlacht von Caisleán Cnucha wegen des Verlustes eines Auges erhalten haben.

## Weblink
- Patricia Monaghan: The encyclopedia of Celtic mythology and folklore. Infobase Publishing, 2004, S. 223.